# Sympherobius yunpinus
Sympherobius yunpinus är en insektsart som beskrevs av C.-k. Yang 1986. Sympherobius yunpinus ingår i släktet Sympherobius och familjen florsländor. Inga underarter finns listade i Catalogue of Life.